# Huahuemba
Huahuemba är en ort i Mexiko.   Den ligger i kommunen Uriangato och delstaten Guanajuato, i den centrala delen av landet, 230 km väster om huvudstaden Mexico City. Huahuemba ligger 1 800 meter över havet och antalet invånare är 251.
Terrängen runt Huahuemba är varierad. Runt Huahuemba är det ganska tätbefolkat, med 248 invånare per kvadratkilometer. Närmaste större samhälle är Uriangato, 2,6 km söder om Huahuemba. I omgivningarna runt Huahuemba växer huvudsakligen savannskog.